# Rejon wełykołepetyski
Rejon wełykołepetyski – jednostka administracyjna Ukrainy, w składzie obwodu chersońskiego.